# آني فيلوز جونستون
آني فيلوز جونستون (بالإنجليزية: Annie Fellows Johnston)‏ (1863 - 1931)؛ كاتِبة مُتخصِّصة في أدب الأطفال وروائية أمريكية.